# Stowarzyszenie Szwadron Jazdy RP
Stowarzyszenie Szwadron Jazdy Rzeczypospolitej Polskiej jest organizacją pozarządową istniejącą od 1996 r. Swoją siedzibę ma w Warszawie. Od początku sformowania stowarzyszenia pod nazwą „Szwadron Jazdy RP”, pododdział ten stacjonuje w Warszawie, dzielnica Wesoła, osiedle Stara Miłosna przy ul. Szkolnej 14.

## Struktura organizacyjna stowarzyszenia
- Walne Zebranie Członków założycieli
- Zarząd Główny
- Główna Komisja Rewizyjna
- Główny Sąd Koleżeński

## Cele Stowarzyszenia
Celem Statutowym „Stowarzyszenia Jazdy Rzeczypospolitej Polskiej” jest m.in.:
- wskrzeszanie i kultywowanie chlubnych tradycji Jazdy Polskiej,
- tworzenie warunków zapewniających prawidłowe funkcjonowanie Szwadronu Jazdy Rzeczypospolitej Polskiej,
- promowanie sportu jeździeckiego, turystyki konnej i sportów obronnych.

## Zadania Stowarzyszenia
Zadania te Stowarzyszenie realizuje poprzez aktywizowanie szerokich kręgów społeczeństwa wokół idei utworzenia i funkcjonowania Jednostki Wojska Polskiego „Szwadron Jazdy Rzeczypospolitej Polskiej”. Szwadron ten powstał w roku 2000, po ponad 50-letniej nieobecności jednostek kawaleryjskich w polskich siłach zbrojnych, jako Szwadron Kawalerii Wojska Polskiego.

## Cele Stowarzyszenia
Stowarzyszenie popularyzuje tradycje polskiej jazdy i kawaleryjski wizerunek Siły Zbrojne Rzeczypospolitej Polskiej. Stowarzyszenie Szwadron Jazdy Rzeczypospolitej Polskiej, organizuje: konferencje, seminaria, wykłady, odczyty i wystawy, imprezy okolicznościowe związane ze Świętami Narodowymi i Świętem 1 Pułku Szwoleżerów. Ponadto Stowarzyszenie Szwadron Jazdy Rzeczypospolitej Polskiej, organizuje: zawody jeździeckie oraz doroczne od roku 2001, Stowarzyszenie Szwadron Jazdy Rzeczypospolitej Polskiej organizuje Kawaleryjskie Mistrzostwa Polski MILITARI z udziałem służb mundurowych (25 BKPow.*) i organizacji paramilitarnych kultywujących kulturę i tradycję oraz zwyczaje i obyczaje kawaleryjskie na przestrzeni wieków.
- 25. Brygadę Kawalerii Powietrznej wielokrotnie reprezentował żołnierz zawodowy starszy sierżant mgr Jarosław Kantorowski pierwszy zasłużony szef pododdziału – 1 szwadronu szwoleżerów z 251 Pułku Kawalerii Powietrznej z Leźnicy Wielkiej, będący w pierwszych powojennych tworzących się, kawaleryjskich strukturach 25 Dywizji Kawalerii Powietrznej w Łodzi. Stowarzyszenie Szwadron Jazdy Rzeczypospolitej Polskiej, decyzją kapituły odznaki nr 1/2001 z dnia 03 października 2001 roku, uhonorowało st. sierż. mgr. Jarosława Kantorowskiego i nadało legitymację nr 039 z odznaką Stowarzyszenia Szwadron Jazdy Rzeczypospolitej Polskiej.

## Współpraca Stowarzyszenia
W swojej działalności Stowarzyszenie współpracuje z Wojskiem Polskim, administracją rządową i samorządową, licznymi organizacjami społecznymi i placówkami kulturalno-oświatowymi w kraju i za granicą.

## Oddziały terenowe

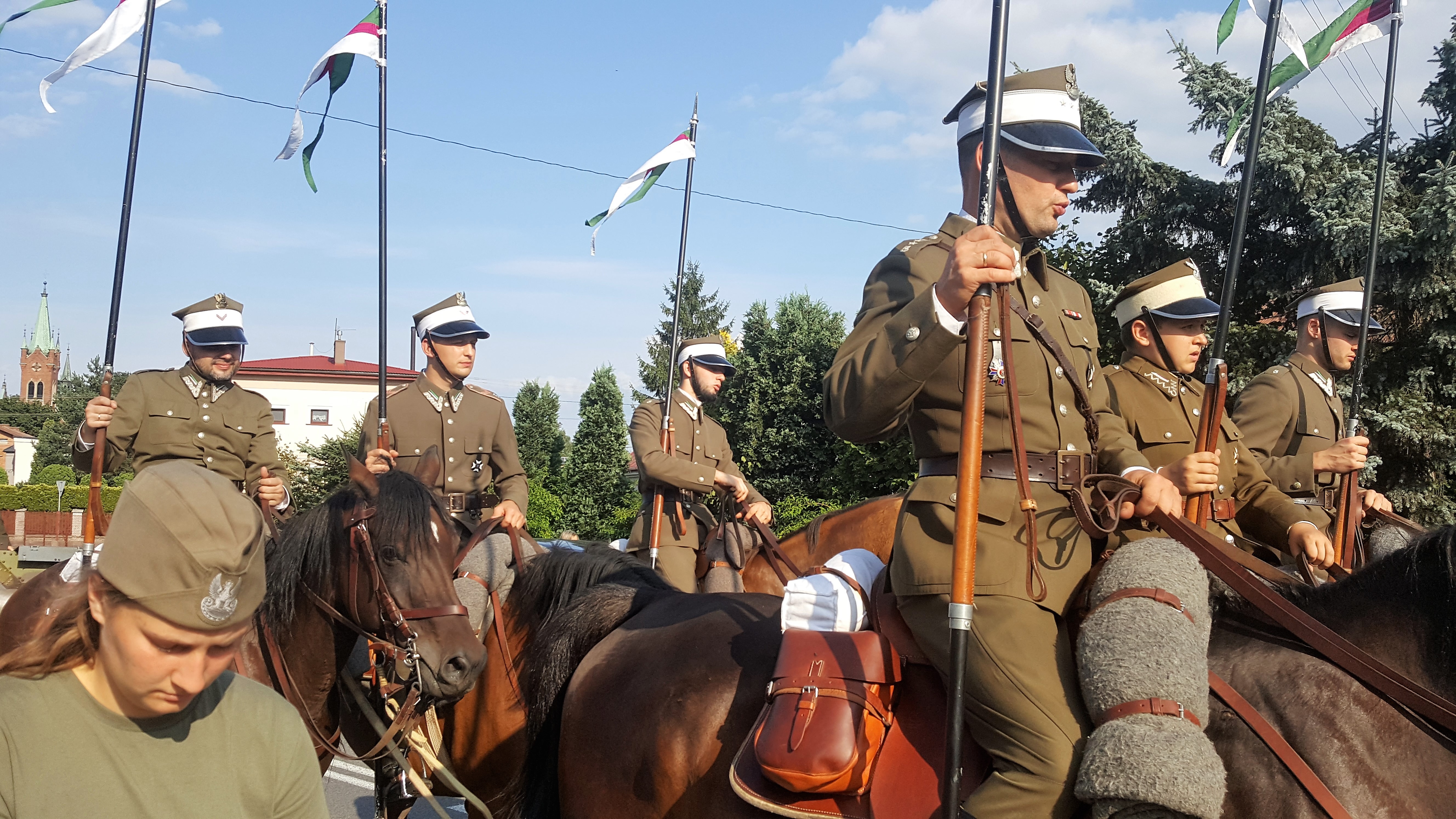
Tarnowski Oddział Jazdy im. 5 Pułku Strzelców Konnych w paradzie z okazji Święta Wojska Polskiego w Woli Rzędzińskiej, 15 sierpnia 2019

Organizacja, Stowarzyszenie „Szwadron Jazdy Rzeczypospolitej Polskiej” z siedzibą główną w Warszawie posiada oddziały terenowe i zrzesza swoich członków oraz prowadzi działalność w sześciu oddziałach terenowych w:
- Lublinie,
- Zamościu,
- Toruniu,
- Koninie,
- Tarnowie,
- Chełmnie.

## Osiągnięcia stowarzyszenia
W dniu 10 listopada 2000 roku staraniem stowarzyszenia „Szwadron Jazdy RP” utworzony został Reprezentacyjny Szwadron Kawalerii Wojska Polskiego, który organizacyjnie wchodził w skład 2 Mińsko-Mazowieckiej Brygady Obrony Terytorialnej im. gen. Franciszka Kleeberga. Od 2005 roku był podporządkowany Dowództwu Wojsk Lądowych i mieścił się organizacyjnie w strukturach 3 Batalionu Zabezpieczenia w Warszawie. Od 2009 roku podporządkowany Dowództwu Garnizonu Warszawa, a obecnie znajduje się w strukturze Batalionu Reprezentacyjnego Wojska Polskiego.